# The Christmas Song
The Christmas Song – klasyczna piosenka świąteczna (ang. Christmas song) skomponowana w roku 1944 przez muzyka jazzowego Mela Tormé’a i autora utworów Roberta „Boba” Wellsa, znana także pod tytułami „Chestnuts Roasting on an Open Fire” i „Merry Christmas to You”. Na przestrzeni dekad, utwór posłużył za cover licznym artystom muzycznym – jako pierwsze zadania przerobienia go na własną wersję podjęło się The Nat King Cole Trio na początku 1946 r.
Co ciekawe, według Tormé’a piosenka została napisana podczas upalnego lata.

## Wersje coverowe
„The Christmas Song” stało się podmiotem przelicznych coverów. Artyści, którzy nagrali covery tej piosenki, to m.in.:
| - *NSYNC - 98 Degrees - Aaliyah - Aaron Neville - Aimee Mann - Air Supply - Al Jarreau - Alan Jackson - Alessia Cara - Alex Chilton - Alexander O’Neal - Amy Grant - Andy Williams - Anne Sofie von Otter - Anthony Callea - Aretha Franklin - Ashanti - Babyface - Barbra Streisand - Beareather Reddy - Billy Crystal - Billy Gilman - Bing Crosby (m.in. duet z Frankiem Sinatrą) - BoA - Bob Dylan - Bonnie Pink - Brian McKnight - Brooks & Dunn - Camila Cabello - Catherine Feeny - Céline Dion - Paul Byrom - Celtic Woman - Charice Pempengco - Charlie Daniels - Charlotte Church - Chicago - Chris Botti - Chris Brown - Chris Isaak - Christina Aguilera - D-A-D - Damien Leith - Daniel Selby - Daryl Hall & John Oates - Demi Lovato - Des O’Connor - Dexter Gordon - Diana Krall - Diane Schuur - Doc Severinsen - Donna Summer - Doris Day - Dwight Yoakam - Ella Fitzgerald - Elliott Yamin - Engelbert Humperdinck - Frank Sinatra (wirtualny duet z Natem Kingiem Cole’em i realny z Bingiem Crosbym) - Frankie Valli & the Four Seasons - Gavin DeGraw - George Strait - Glen Campbell - Kane - Gloria Estefan - Good Night, States - Hampton String Quartet - Hayley Westenra - Henry Mancini - Herb Alpert & The Tijuana Brass - Hootie & the Blowfish - Jaci Velasquez - Jack Jones - Jack Teagarden - Jackie Gleason - James - James Brown - James Taylor - Jasmine Trias - Jerry Vale - Jessica Simpson - Jillian Hall - Jimmy Smith - Jo Stafford - John Denver | - John Rutter & Cambridge Singers - Johnny Mathis - Josh Groban - Judy Garland - Kate Smith - Kathleen Battle & André Previn - Kenny Burrell - Kenny G - Kenny Loggins - Kenny Rogers - Kimberley Locke - Korn - Lea Salonga - Lena Horne - Les Paul - Linda Eder - Linda Ronstadt - Lou Rawls - Luther Vandross - Mannheim Steamroller - Martina McBride - Mary J. Blige - Maureen McGovern - Michael Bolton - Michael Bublé - Mindy Smith - Natalie Cole (solo oraz w formie wirtualnego duetu ze swoim ojcem Natem Kingiem Cole’em) - New Found Glory - New Kids on the Block - Nicola Rozzini - Nicole C. Mullen (duet ze swoim ojcem Napoleonem Colemanem Jr.) - Nina - Owl City - Oslø telescopic - Paul Horgan - Peggy Lee - Percy Faith - Perry Como - Phish - Piebald - Play - R. Tanner Bivens - Raven-Symoné (Christina Pearman) - Ray Charles - Ray Conniff - Robert Goulet - Sarah Connor - Shawn Mendes - Sheryl Crow - Smokey Robinson & The Miracles - Stacie Orrico - Steve Tyrell - Stevie Wonder (m.in. duet z Indią.Arie) - SWV - Tamia - Taylor Horn - Teresa Carpio - The Carpenters - The Duprees - The Jackson 5 - The Lettermen - The Manhattan Transfer - The Salvation Army - The Supremes - The Swingle Singers - The Temptations - Tiffany Evans - Toby Keith - Toni Braxton - Tony Bennett - Tony Christie - Tony DeSare - Trey Songz - Trisha Yearwood - Twisted Sister - Vanessa Hudgens - Victor Wooten - Vince Gill - Vince Guaraldi - Weezer - Whitney Houston - Wynonna Judd |

## Wersja Christiny Aguilery
W 1998 roku amerykańska piosenkarka Christina Aguilera nagrała popową wersję piosenki, zamieszczoną na jej trzecim albumie studyjnym My Kind of Christmas (2000), zawierającym muzykę świąteczną. Wyprodukowany przez Rona Faira oraz muzyków z grupy Thunderpuss 2000, utwór wydany został jako singel 23 listopada 1999 roku, poprzedzając premierę krążka, z którego pochodzi, o rok.

### Informacje o utworze
Cover „The Christmas Song” (czy też „The Christmas Song (Chesnuts Roasting on an Open Fire)”) nagrywany był przez Aguilerę w 1998 roku, podczas sesji tworzenia materiału na jej debiutancki album studyjny z 1999. Choć odrzucony z tego wydawnictwa, utwór uwzględniony został na albumie wokalistki z muzyką świąteczną, My Kind of Christmas. W piosence głos artystki opiera się na oktawach, od C3 do C#7.

### Wydanie singla
Singel wydano 23 listopada 1999 roku w Stanach Zjednoczonych i Japonii na płytach kompaktowych. Mimo braku znacznej promocji, utwór notowany był na listach przebojów. Debiutował z pozycji osiemdziesiątej siódmej w notowaniu Billboard Hot 100, gdzie po dwóch tygodniach osiągnął szczytne 18. miejsce. Żaden wcześniejszy cover „The Christmas Song” nie uplasował się tak wysoko na liście Hot 100. W zestawieniu magazynu Billboard Hot 100 Singles Sales objął pozycję szóstą. W krajach Europy niemieckojęzycznej utwór odniósł umiarkowany sukces, plasując się na pozycji 44. w Austrii, 68. w Niemczech oraz 79. w Szwajcarii. Singel był też uwzględniony na listach w Kanadzie, Japonii i Tokio, kolejno na dwudziestym drugim i dwukrotnie dwudziestym siódmym miejscu tamtejszych zestawień. Uplasował się w Top 20 notowania południowoafrykańskiego. Piosenki nie opublikowano w Wielkiej Brytanii. Wyprzedano w sumie blisko dwieście piętnaście tysięcy egzemplarzy singla w Stanach Zjednoczonych.

### Teledysk
Na wideoklip do utworu składają się materiały nakręcone podczas nagrywania „The Christmas Song” przez Aguilerę w studio. Dodatkowo, w teledysku zawarto archiwalne zdjęcia wideo z domu rodzinnego wokalistki. Klip, wyreżyserowany przez Douga Biro i Clare Davies, wydano na koncertowym albumie DVD My Reflection (2001).

### Wykonania
Występ Aguilery z „The Christmas Song” wyemitowano 14 grudnia 2020 roku w talk show Late Night with Seth Meyers, nadawanym przez NBC. Z powodu pandemii koronawirusa wykonanie nagrano zdalnie, przed premierą odcinka. Artystka zaśpiewała utwór stojąc przy choince, ubrana w strój zaprojektowany przez Vivienne Westwood.

### Lista utworów singla
Singel CD
1. „The Christmas Song (Chesnuts Roasting on an Open Fire)” (Thunderpuss 2000 Holiday Remix) – 3:59
2. „Genie in a Bottle” (Eddie Arroyo’s Smooth Mix)

### Twórcy
- Główne wokale: Christina Aguilera
- Produkcja, miksowanie i aranżacja: Ron Fair, Thunderpuss 2000; producent wyk. Ron Fair
- Autor: Mel Tormé, Robert „Bob” Wells
- Aranżacja wokalu: Christina Aguilera, Ron Fair
- Programming: Thunderpuss 2000
- Keyboard: Ron Fair
- Mixer: Michael C. Ross

### Pozycje na listach przebojów
| Kraj/region                  | Notowanie (1999)       | Wydawca              | Najwyższa pozycja |
| ---------------------------- | ---------------------- | -------------------- | ----------------- |
| Austria                      | Top 75 Singles         | Ö3 Austria Top 40    | 44                |
| Filipiny                     | Official Singles Chart | PARI                 | 35                |
| Japonia                      | Top 100 Singles        | Oricon               | 27                |
| Kanada                       | Top 200 Singles        | Nielsen SoundScan    | 22                |
| Niemcy                       | Top 100 Singles        | Media Control Charts | 68                |
| Republika Południowej Afryki | Top 100 Singles        | RISA                 | 20                |
| Stany Zjednoczone            | Billboard Hot 100      | Billboard            | 18                |
| Stany Zjednoczone            | Hot 100 Singles Sales  | Billboard            | 6                 |
| Szwajcaria                   | Top 100 Singles        | Schweizer Hitparade  | 79                |
| Tokio                        | Hot 100 Singles        | J-Wave               | 27                |

### Historia wydania
| Region            | Data              | Format    | Wytwórnia   |
| ----------------- | ----------------- | --------- | ----------- |
| Stany Zjednoczone | 23 listopada 1999 | singel CD | RCA Records |
| Japonia           | 23 listopada 1999 | singel CD | RCA Records |
| Francja           | 7 grudnia 1999    | singel CD | SBA Music   |
| Wielka Brytania   | 20 grudnia 1999   | singel CD | RCA Records |
| Niemcy            | 17 stycznia 2001  | singel CD | RCA Records |